# Friedrich Ihn

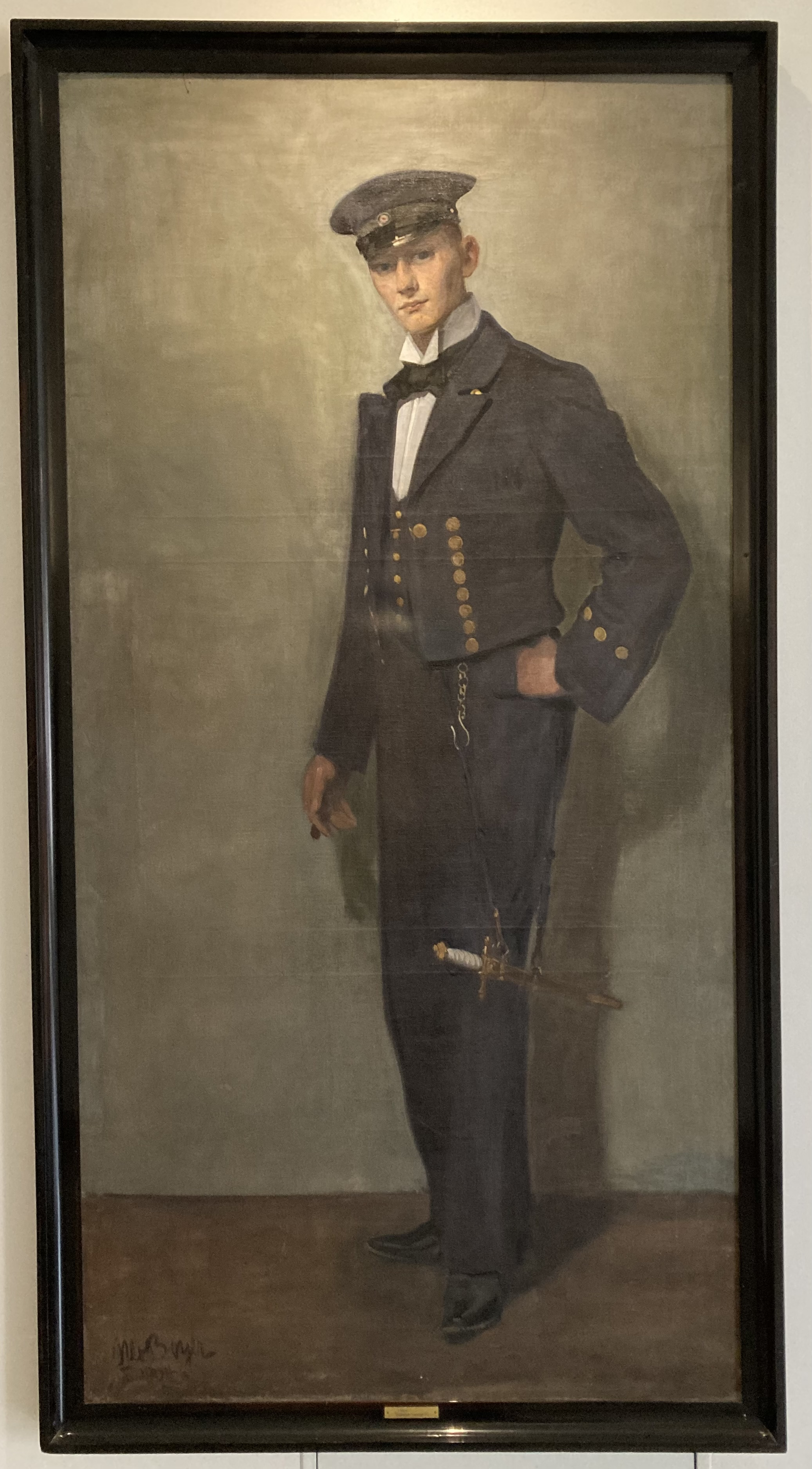
Ganzkörperporträt des Seekadetten Friedrich Ihn in Originalgröße aus dem Jahr 1905 von Otto Boyer. Ausgestellt im Säulengang der Marineschule Mürwik bei Flensburg

Friedrich Ihn (* 24. August 1885 in Friedrichsort; † 31. Mai 1916 während der Skagerrakschlacht) war ein deutscher Kapitänleutnant der Kaiserlichen Marine.

## Leben
Friedrich Ihn war ein Sohn des damaligen Kapitänleutnant bei der I. Matrosen-Artillerie-Abteilung, Karl Ihn (* 1867).
Friedrich Ihn war ab dem 10. Lebensjahr erst an der Kadettenanstalt Plön und später in Lichterfelde. Er trat nach bestandener Fähnrichsprüfung am 1. April 1903 in die Kaiserliche Marine ein. Am 13. Oktober 1914 wurde er Kapitänleutnant. Später war er von Kriegsbeginn bis März 1915 Wachoffizier auf der Kaiser Wilhelm der Große, bevor er bis Oktober 1915 Kommandant von V 27 war. Anschließend war er bis zu seinem Tod Kommandant des Torpedoboots S 35.
S 35 wurde in der Skagerrakschlacht in der IX. Torpedobootsflottille eingesetzt. Als während der Schlacht das Torpedoboot V 29 am 31. Mai 1916 versenkt wurde, rettete S 35 ein Teil der Besatzung, u. a. den Kommandanten des Bootes, Kapitänleutnant Erich Steinbrinck. Bei einem erneuten Vorstoß gegen die britische Schlachtflotte wurde auch S 35 versenkt. Ihn, Steinbrinck und die Besatzungen ihrer Boote kamen dabei ums Leben.
Die Kriegsmarine benannte ihren Zerstörer Z 14 Friedrich Ihn nach ihm.